# Пархоменко, Фёдор Назарович
Фёдор Назарович Пархоменко (2 февраля 1904, слобода Кашары, Донецкий округ, Область Войска Донского — 20 сентября 1950, Тбилиси) — советский военный деятель, генерал-майор (15 июля 1941 года).

## Начальная биография
Родился 2 февраля 1904 года в слободе Кашары ныне Кашарского района Ростовской области.

## Военная служба

### Довоенное время
В сентябре 1925 года призван в ряды РККА и направлен на учёбу в Сумскую пехотную школу имени М. В. Фрунзе, после окончания которой в сентябре 1927 года направлен в 19-й Олевский погранотряд войск ОГПУ, где служил на должностях командира взвода учебного батальона, помощника начальника и начальника заставы, заместителя начальника маневренной группы по политической части, военкома учебного полка и помощника начальника маневренной группы.
В сентябре 1933 года назначен на должность начальника школы младшего начсостава 2-го Рыбницкого погранотряда войск НКВД, а в марте 1934 года — на должность старшего инспектора по боевой подготовке штаба этого же погранотряда. В апреле того же года направлен на учёбу на командный факультет Военной академии механизации и моторизации, после окончания которого в марте 1939 года назначен на должность начальника штаба пограничных войск НКВД Грузинского округа.

### Великая Отечественная война
7 июля 1941 года назначен на должность командира формируемой в Ярославле 243-й стрелковой дивизии, которая 15 июля начала передислокацию в Калининскую область, где 20 июля заняла оборону по реке Западная Двина и была включена в состав 29-й армии, после чего принимала участие в боевых действиях в ходе Смоленского сражения.
17 сентября назначен на должность командира 311-й стрелковой дивизии, ведшей боевые действия в районе Чудово, затем — в Тихвинской оборонительной операции, а с 12 ноября заняла оборонительные рубежи в районе станции Войбокало. 30 ноября был снят с занимаемой должности «за слабое руководство» и большие потери, после чего лечился в госпитале после контузии.
После выздоровления в январе 1942 года назначен на должность начальника отдела боевой подготовки 54-й армии, а 11 марта — на должность командира 128-й стрелковой дивизии, которая вела оборонительные боевые действия в районе Гонтовой Липки и Рабочего посёлка № 7, а с 27 августа — в Синявинской наступательной операции, в ходе которой снова был снят с занимаемой должности и 15 сентября назначен на должность командира 220-го армейского запасного стрелкового полка. 12 ноября был восстановлен в должности командира 128-й стрелковой дивизии, которая вскоре принимала участие в боевых действиях в ходе Операции «Искра», во время которой 13 января 1943 года введена в прорыв 2-й ударной армии, однако не имела успеха и понесла большие потери, в результате чего 18 февраля снова был снят с занимаемой должности, после чего находился в распоряжении Военного Совета Волховского фронта.
С 25 марта находился на лечении по болезни в госпитале, дислоцированном в г. Боровичи, после излечения с 31 июля находился в распоряжении Главного управления кадров НКО, а с 20 октября — в распоряжении 1-го Украинского фронта. 1 ноября назначен на должность командира 237-й стрелковой дивизии, которая принимала участие в боевых действиях в ходе Киевской оборонительной, Житомирско-Бердичевской и Проскуровско-Черновицкой наступательных операций.
С 11 мая 1944 года находился на лечении в госпитале и после выздоровления в июле назначен на должность заместителя командира 101-го стрелкового корпуса, а 11 августа — на должность командира 121-й стрелковой дивизии, однако в конце месяца был снят с должности, после чего находился в распоряжении Военного совета 1-го Украинского фронта.
5 сентября назначен на должность командира 340-й стрелковой дивизии, которая вскоре принимала участие в боевых действиях в ходе Восточно-Карпатской, Карпатско-Дуклинской, Западно-Карпатской, Моравско-Остравской и Пражской наступательных операций.

### Послевоенная карьера
С 20 мая 1945 года находился на лечении по болезни в госпитале. После выздоровления в октябре того же года назначен на должность начальника военной кафедры Грузинского сельскохозяйственного института, а в мае 1947 года — на эту же должность в Тбилисском институте физической культуры.
В июле 1950 года вышел в запас по болезни. Умер 20 сентября того же года в Тбилиси.

## Награды
- Три ордена Красного Знамени (11.04.1944, 22.02.1945, 06.11.1945);
- Орден Суворова 2 степени (29.06.1945);
- Орден Красной Звезды (03.11.1944);
- Орден «Знак Почёта» (15.2.1941);
- Медали.